# Theodore Clauson
Theodore Clauson ( 1817 - 1860 ) fue un botánico, y briólogo francés, que desarrolló su actividad científica en Argelia, especializándose en agrostología.

## Algunas publicaciones

### Libros
- Clauson, th; je Choulette, jebn Paris. Plantae Algeriensis

## Honores

### Epónimos
- (Leguminosae) Trifolium clausonis  Pomel[2]
- (Poaceae) Polypogon clausonis Duval-Fouve[3]
- (Rubiaceae) Galium clausonis Pomel[4]
- (Scrophulariaceae) Orobanche clausonis Pomel[5]
- (Scrophulariaceae) Orobanche clausonis subsp. hesperina (J.A.Guim.) M.J.Y.Foley[6]
- (Valerianaceae) Centranthus clausonis Pomel[7]

- La abreviatura «Clauson» se emplea para indicar a Theodore Clauson como autoridad en la descripción y clasificación científica de los vegetales.[8]